# Arondismentul Évry
Arondismentul Évry (în franceză Arrondissement d’Évry) este un arondisment din departamentul Essonne, regiunea Île-de-France, Franța.

## Subdiviziuni

### Cantoane
- Cantonul Brunoy
- Cantonul Corbeil-Essonnes-Est
- Cantonul Corbeil-Essonnes-Ouest
- Cantonul Draveil
- Cantonul Épinay-sous-Sénart
- Cantonul Évry-Nord
- Cantonul Évry-Sud
- Cantonul Grigny
- Cantonul Mennecy
- Cantonul Milly-la-Forêt
- Cantonul Montgeron
- Cantonul Morsang-sur-Orge
- Cantonul Ris-Orangis
- Cantonul Saint-Germain-lès-Corbeil
- Cantonul Yerres
- Cantonul Vigneux-sur-Seine
- Cantonul Viry-Châtillon

### Comune
| 1. Auvernaux (91037)               | 2. Ballancourt-sur-Essonne (91045)   | 3. Boigneville (91069)           | 4. Bondoufle (91086)                  |
| 5. Boussy-Saint-Antoine (91097)    | 6. Brunoy (91114)                    | 7. Buno-Bonnevaux (91121)        | 8. Champcueil (91135)                 |
| 9. Chevannes (91159)               | 10. Corbeil-Essonnes (91174)         | 11. Le Coudray-Montceaux (91179) | 12. Courances (91180)                 |
| 13. Courcouronnes (91182)          | 14. Courdimanche-sur-Essonne (91184) | 15. Crosne (91191)               | 16. Dannemois (91195)                 |
| 17. Draveil (91201)                | 18. Fleury-Mérogis (91235)           | 19. Fontenay-le-Vicomte (91244)  | 20. Gironville-sur-Essonne (91273)    |
| 21. Grigny (91286)                 | 22. Lisses (91340)                   | 23. Maisse (91359)               | 24. Mennecy (91386)                   |
| 25. Milly-la-Forêt (91405)         | 26. Moigny-sur-École (91408)         | 27. Montgeron (91421)            | 28. Morsang-sur-Orge (91434)          |
| 29. Morsang-sur-Seine (91435)      | 30. Nainville-les-Roches (91441)     | 31. Oncy-sur-École (91463)       | 32. Ormoy (91468)                     |
| 33. Prunay-sur-Essonne (91507)     | 34. Quincy-sous-Sénart (91514)       | 35. Ris-Orangis (91521)          | 36. Saint-Germain-lès-Corbeil (91553) |
| 37. Saint-Pierre-du-Perray (91573) | 38. Saintry-sur-Seine (91577)        | 39. Soisy-sur-Seine (91600)      | 40. Soisy-sur-École (91599)           |
| 41. Tigery (91617)                 | 42. Varennes-Jarcy (91631)           | 43. Vert-le-Grand (91648)        | 44. Vert-le-Petit (91649)             |
| 45. Vigneux-sur-Seine (91657)      | 46. Villabé (91659)                  | 47. Viry-Châtillon (91687)       | 48. Yerres (91691)                    |
| 49. Écharcon (91204)               | 50. Épinay-sous-Sénart (91215)       | 51. Étiolles (91225)             | 52. Évry (91228)                      |

1. ↑  Q125359562[*] Verificați valoarea |titlelink= (ajutor)